# Ореховиця (Випава)
Ореховиця (словен. Orehovica) — невелике поселення у верхній частині долини Випави в общині Випава. Висота над рівнем моря: 195,2 метрів.